# Aquópolis
Aquopolis es un conjunto de parques acuáticos con sede en Madrid, pertenecientes al grupo empresarial «Parques Reunidos».

## Empresa
En España a estos parques acuáticos se les denomina con el nombre de Aquopolis, a veces con tilde (Aquópolis). En otros países el grupo Parques Reunidos decide usar otros nombres.
Las prácticas de la empresa han sido criticadas, especialmente por la ONG Libera!, que criticó las condiciones de vida del delfinario de Pineda, que en 2022 cerraría las instalaciones enviando a los animales a Hainan. También llevarían a la detención del director del parque de Villanueva de la Cañada por la Guardia Civil en 2013. El episodio se produjo después de denuncias de varios empleados. Se investigó al parque por abastecerse de agua a través de una red de fontanería clandestina proveniente del Canal de Isabel II.

## Parques

### Parque de Villanueva de la Cañada
El parque de Villanueva de la Cañada (comunidad de Madrid) fue el primero parque de la franquicia, inaugurado en 1987, lo cual lo hace uno de los primeros parques acuáticos abiertos en España. Es todavía el parque más grande. Sus atracciones son:
- Waikiki Jungle[4]
- Kangaroa[4]
- Turbolance cerrado

- Boomerang[4]
- Splash[4]
- Piscina de Olas[4]
- Zig Zag[4]
- Pistas Blandas[4]
- Kamikaze[5] (suprimido en 2020)[6]
- Río Lento[4]
- Río Rápido[4]
- Mini Park[4]
- Estanque dorado[4]
- Black Hole[4]

También cuenta con áreas habilitadas para niños y atracciones específicamente para niños inspiradas de las atracciones para adultos, una piscina sin olas y una zona de playa artificial.

### Parque de Cullera
En el parque de Cullera (Valencia) se encuentran las siguientes atracciones:
- Calypso
- Magic Race
- Tirolina
- Black Hole
- Rapids
- Crazy Cobra
- Volcano Jacuzzi
- Speed Race
- Indiana
- Amazonia River
- Polinesia
- Piscina de olas

Así como áreas y atracciones "mini" para niños sin la altura o peso para montar en atracciones de adultos.

### Parque de Torrevieja
En el parque de Torrevieja (Alicante) se encuentran las siguientes atracciones:
- Speed
- Boomerang
- Kamikaze
- Hydro Racer
- Agujero negro
- Tirolina
- Rapids
- Polynesia
- Amazonia River
- Zig Zag
- Piscina de olas
- Speed Race
- Speed
- Blue Lagoon

Así como áreas, piscinas, un jacuzzi y atracciones "mini" para niños sin la altura o peso para montar en atracciones de adultos.

### Parque de "Costa Daurada"
En el parque de Vilaseca (Tarragona) se encuentran las siguientes atracciones:
- Surf Waimea
- Splash
- Kamikaze
- Huracán
- Boomerang
- Black Hole
- Magic Oval
- Zig Zag
- Wave Beach
- Speed Race
- Vulcano River
- Indiana
- Blue Lagoon
- Funny Jungle
- Tortuga Aventura
- Mini Park
- Isla del Tesoro

### Parque de Cartaya
En el parque de Cartaya (Huelva) se encuentran las siguientes atracciones:
- Tornado
- Huracán
- ZigZag
- Kamikaze
- Black Hole
- Piscina de Olas
- Speed Race
- Jacuzzi
- Blue Lagoon
- Mini Park Pirata
- Mini Park